# 2-Chlorpropansäure
2-Chlorpropansäure (Trivialname 2-Chlorpropionsäure) ist eine organisch-chemische Verbindung aus der Stoffgruppe der chlorierten Carbonsäuren.

## Isomerie
2-Chlorpropansäure ist eine chirale Verbindung mit einem Stereozentrum am C2-Atom. Folglich existieren die zwei enantiomeren Formen (R)-2-Chlorpropansäure und (S)-2-Chlorpropansäure.
Wenn in diesem Text oder in der wissenschaftlichen Literatur „2-Chlorpropansäure“ ohne weiteren Namenszusatz (Präfix) erwähnt wird, ist racemische 2-Chlorpropansäure [Synonyme: DL-2-Chlorpropansäure , (±)-2-Chlorpropansäure und (RS)-2-Chlorpropansäure ] gemeint, also ein 1:1-Gemisch der beiden Enantiomeren.
| Stereoisomere von 2-Chlorpropansäure |                          |                          |
| Name                                 | (R)-2-Chlorpropansäure   | (S)-2-Chlorpropansäure   |
| Andere Namen                         | D-(+)-2-Chlorpropansäure | L-(–)-2-Chlorpropansäure |
| Strukturformel                       |                          |                          |
| CAS-Nummer                           | 7474-05-7                | 29617-66-1               |
| CAS-Nummer                           | 598-78-7 (unspez.)       |                          |
| PubChem                              | 2724540                  | 107915                   |
| PubChem                              | 11734 (unspez.)          |                          |
| Wikidata                             | Q27277689                | Q27144279                |
| Wikidata                             | Q209361 (unspez.)        |                          |

Neben den beiden Stereoisomeren existiert auch das Positionsisomer 3-Chlorpropansäure.

## Gewinnung und Darstellung
Die technische Herstellung racemischer 2-Chlorpropansäure erfolgt durch Umsetzung von Propionsäure mit gasförmigen Chlor bei Temperaturen von 110–120 °C in Gegenwart von Phosphortrichlorid (PCl3), Dischwefeldichlorid (S2Cl2), Thionylchlorid (SOCl2), Chlorsulfonsäure (ClSO3H) oder Propionylchlorid.
In einem verbesserten Verfahren wird die Chlorierung von Propionsäure in Gegenwart von Propionsäureanhydrid als Katalysator unter Ausschluss von Licht und Radikalbildnern bei 125–135 °C durchgeführt.
Das L-Enantiomer wird aus D-Milchsäure und Thionylchlorid hergestellt.

## Eigenschaften
2-Chlorpropansäure ist eine farblose bis gelbliche, fast geruchlose Flüssigkeit. Oberhalb von 60 °C beginnt sie sich zu zersetzen, wobei Chlorwasserstoff, Kohlenstoffmonoxid und Kohlenstoffdioxid entstehen.

## Verwendung
2-Chlorpropansäure wird zur Herstellung von  Farbstoffen, Arzneimitteln und Herbiziden verwendet. Die Phenoxypropionsäurederivate wie Clodinafop, Fenoxaprop, Fluazifop, Haloxyfop, Isoxapyrifop, Quizalofop sowie die Phenoxycarbonsäuren Dichlorprop, Fenoprop, Flamprop, Mecoprop und das Acetylalanin Benalaxyl werden ausgehend von 2-Chlorpropansäure dargestellt.
Die Reduktion von (S)-2-Chlorpropansäure mit Lithiumaluminiumhydrid ergibt (S)-2-Chlorpropanol, den einfachsten Chloralkohol, welcher mit Kaliumhydroxid weiter zu (R)-Methyloxiran reagiert.